# Maruja Pereyra
Maruja Pereyra, também conhecida como Maruja Pereira (Uruguai, 1906 — ?), foi uma jornalista e militante política e social afro-uruguaia.

## Biografia
Foi jornalista e escreveu durante o segundo período da publicação Nuestra Raza, editada em Montevidéu. Colaborou com a coluna editorial Lo que piensan nuestras mujeres (O que pensam nossas mulheres) onde, junto com Iris Cabral, defendeu a soberania da Etiópia (país que nesse momento se chamava Abissínia) enquanto Estado negro e independente. Mas também escreveu sobre o papel das mulheres negras no movimento político afro-uruguaio, sobre a importância da educação como ferramenta para a juventude e possíveis soluções para os problemas da comunidade afro-descendente no Uruguai: 
É tempo de reivindicarmos de uma vez por todas e para sempre. Eu exponho como promessa para o futuro, seguir estudando com afinco, entranhando-me pela senda do saber, que tudo depura e enobrece, para contribuir com meus esforços intelectuais ao engrandecimento espiritual e material da nossa raça.

Em abril de 1936, Cabral e Maruja Pereyra participaram do primeiro Congresso Nacional de Mulheres do Uruguai, organizado pela União Feminina contra a Guerra, representando a seção feminina do Comitê da Raça Negra contra a guerra e o fascismo. Após a morte de Cabral nesse mesmo ano, Pereyra continuou militando pela justiça social: foi uma das fundadoras do Partido Autóctone Negro, criado por um grupo de intelectuais agrupados em torno da Nuestra Raza. Foi a responsável pela organização do braço feminino do partido, chamado "Comitê de mulheres negras". Para informar a comunidade afro-uruguaia e convidá-la a participar das atividades político-partidárias, o grupo da Nuestra Raza financiou a publicação de um novo diário, o PAN (sigla do nome do partido). Sandalio del Puerto foi nomeado o editor e Maruja Pereyra e María Felina Díaz foram as encarregadas da coluna chamada Páginas para ustedes. Desde então Pereyra chamava as mulheres para participarem da luta contra as opressões de classe, gênero e raça:
Mulheres negras, não devem nem podem permanecer indiferentes frente a esta luta que os nossos irmãos têm travado; temos que contribuir com nossa ajuda como temos feito em todos os momentos difíceis em que se encontraram nossos pais, maridos e irmãos... Mulher de minha raça, demonstre que somos capazes apesar de não estar acostumada a esta digna luta a qual nossos irmãos de raça têm se dedicado.

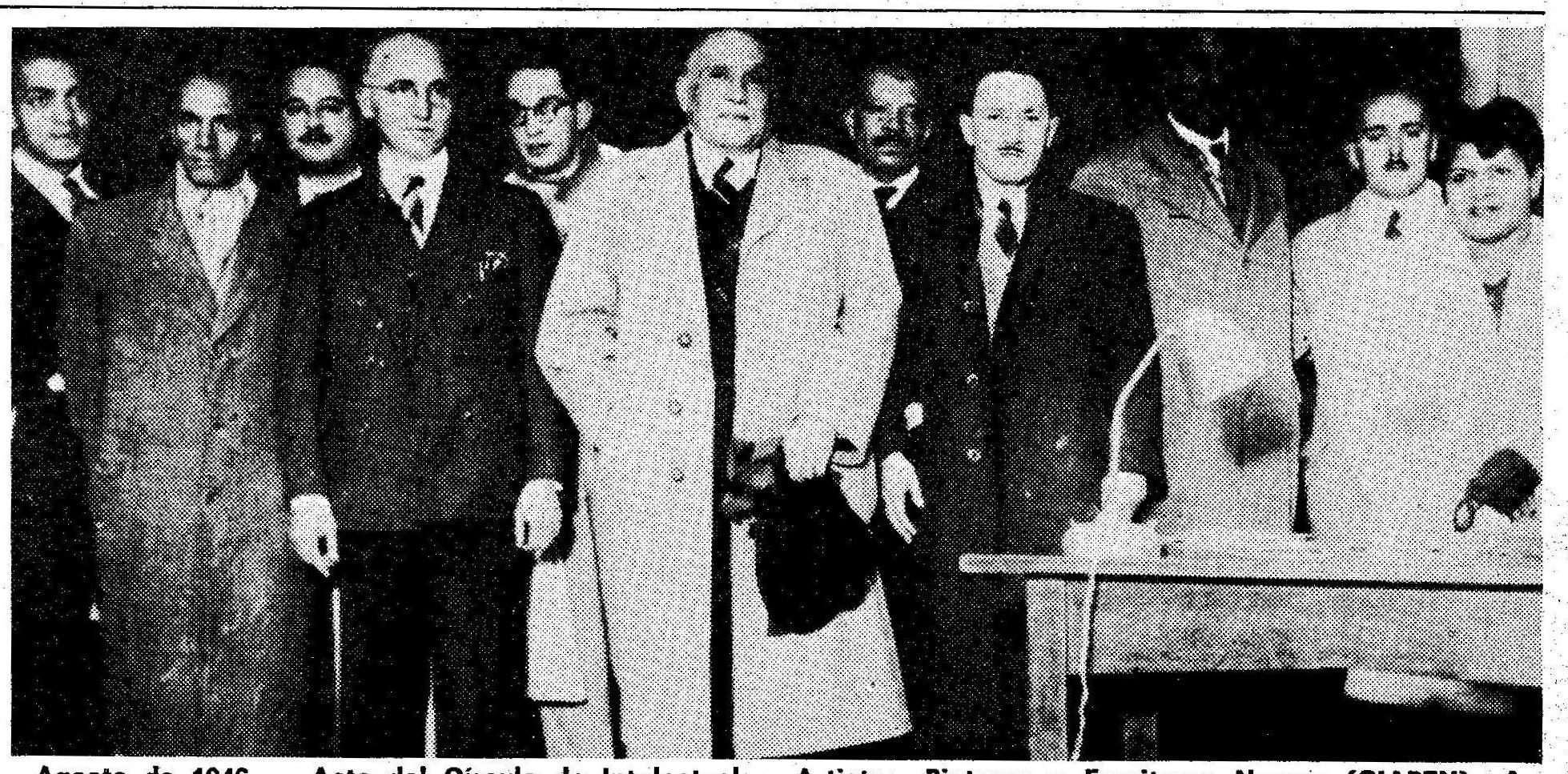
Ato do Círculo de Intelectuais, Artistas, Jornalistas e Escritores Negros (CIAPEN), agosto de 1946. À direita Maruja Pereyra de Barrios, Pilar Barrios. À esquerda, o segundo, Elemo Cabral, no centro o então Ministro Tomás Berreta, futuro Presidente de Uruguay.

Se casou com Pilar Barrios em 31 de julho de 1937.
Em 1942, como parte da Seção Feminina do Comitê Nacional para as comemorações do Centenário da Abolição da Escravatura, foi uma das que assinaram o manifesto "Mulheres negras e suas irmãs de todo o país" onde se interpela a todas as mulheres uruguaias para trabalharem em prol da igualdade racial no Uruguai.
Não se sabe a data nem o local de seu falecimento.